# Горичко
Горичко (хорв. Goričko) — населений пункт у Хорватії, у Копривницько-Крижевецькій жупанії у складі громади Копривницький Іванець.

## Населення
Населення за даними перепису 2011 року становило 141 осіб.
Динаміка чисельності населення поселення: